# 栖霞岭社区

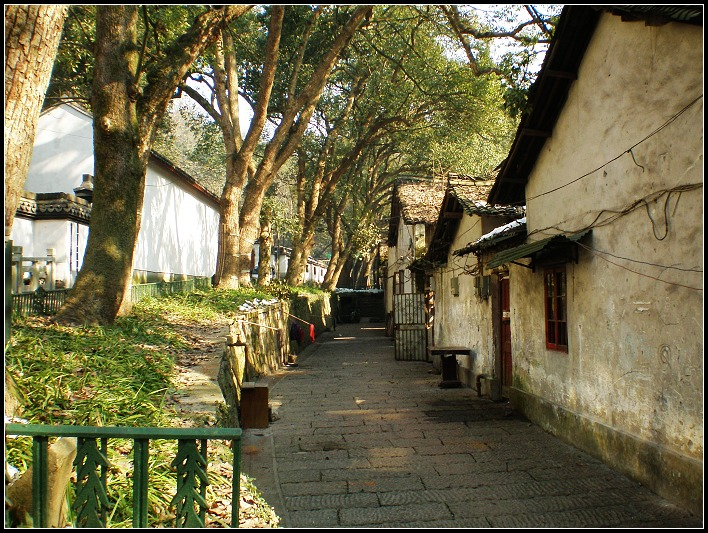
栖霞岭后民居

栖霞岭社区是中国浙江省杭州市西湖区西湖街道所辖的一个社区，位于保俶山麓以南，曙光路以东,保俶路以西。面积约2平方公里，人口约3200人。社区成立于2001年1月。